# Miquelot de Prades
|  | No s'ha de confondre amb Miquelot de Prats. |

Miquel de Prades (Balaguer? 1462?- costa de Belvedere Marittimo 1505), conegut amb el nom de Miquelot de Prades, fou un soldat català famós per la seva perícia amb l'espasa i diversos fets militars. No hi ha proves segures que confirmin si tres fets documentats (sobre un esgrimista, sobre un assassí i sobre un militar que va morir a la mar) es puguin atribuir a la mateixa persona.

## Fets documentats

### Assassinat de Joan Borja a Roma
L'historiador Jerónimo Zurita explica l'assassinat de Joan Borja, fill d'Alexandre VI, a Roma l'any 1497. La mort fou atribuïda a Michalot de Prats aleshores al servei de la víctima.

### Esgrimista contundent a Itàlia i a Montserrat[4][5]
Gonzalo Fernández de Oviedo y Valdés, en la seva obra Las Quinquagenas de la nobleza de España, parlava d'un soldat català (Michalot de Pradas) que campava per Itàlia guanyant tots els duels amb una estocada segura al coll de l'oponent. Penedit de la seva vida, aquell soldat anà a refugiar-se al monestir de Montserrat. Un mal dia es presentà un soldat italià amb dues espases i desafià Miquelot (dient que volia veure l'estocada secreta, afirmant que ell sabria contrarestar-la). Miquelot es negava rotundament a lluitar però la insistència de l'altre el va obligar a fer-ho. L'italià va acabar mort, amb una estocada al coll. Probablement no hi havia millor manera d'ensenyar-la. Penedit de la nova mort anà a Roma a demanar perdó. El papa el va incorporar a les seves tropes.
| «                                                                                                   | Entre las noticias curiosas de esta, se hallan las del desafío de Ferrer de Lorca con el Castellán de Arche, y la más notable del espadachín Michalot de Pradas que después de matar á muchos en desafío, con una estocada especial que les daba en la garganta con gran destreza, se retiró á Monserrate para pasar en retiro y penitencia los últimos años de su vida. Allí le fué á buscar con dos espadas un soldado italiano, como á D. Alvaro, en la fuerza del sino, el hermano de la agraciada Leonor. En vano le rogó Michalot que le dejase en paz, poniéndose de rodillas y suplicándole humildemente que no le importunase. Instó el italiano, amenazándole con matarle si no le enseñaba aquella broca, añadiendo que él sabia un quite contra aquella estocada. Viéndose en tal apuro el pobre ermitaño, tomó la otra espada, y le enseñó la suerte, ó broca, tan perfectamente, que no necesitó más para morir en el acto. Pero en vez de arrojarse al precipicio, como el D. Alvaro, volvió á Roma por nueva penitencia, y el Papa le mandó servir en sus tropas. | » |
| — Quincuagenas de la nobleza de España. Primer tomo. Advertencia preliminar. Vicente de la Fuente.> | |   |

### Militar al servei del Pontífex
(Sense cap relació, a priori, amb els fets anteriors) hi ha un Michalot de Prats que amb una caravel·la armada a Nàpols perseguí i feu fugir uns corsaris prop de Belvedere Marittimo. El vaixell de Michalot, alguns llenys que l'acompanyaven i les naus corsàries capturades patiren un tempesta sobtada i s'enfonsaren (any 1505). Tots els tripulants s'ofegaren.